# 영아사망률

세계의 영아사망률

영아사망률(Infant mortality rate)은 출생 후 1년 이내(365일 미만)에 사망한 영아 수를 해당 연도의 1년동안의 총출생아 수로 나눈 비율로서 보통 1,000분비로 나타낸다. 건강수준이 향상되면 영아사망률이 줄어들므로 국민보건 상태의 측정지표로 널리 사용되고 있다.
2019년 전 세계 평균 영아사망률은 1세 미만 1000명당 28.2명이며, 가장 높은 국가는 중앙 아프리카 공화국으로 81명이었으며, 가장 낮은 국가는 산마리노로 1.5명이었다.

## 계산식
(연간의 영아사망률)=1000×(연간의 유아사망수)/(연간의 출생수)

## 세계적 동향
2015-2020년 연평균 영아사망률을 기준으로, 지역별로는 아프리카가 47명으로 가장 높았으며, 유럽이 4명으로 가장 낮았다.
|                           | 1950-1955 | 1985-1990 | 2015-2020 | 2050-2055 | 2095-2100 |
| 아프리카                  | 183       | 104       | 47        | 23        | 13        |
| 아시아                    | 155       | 87        | 25        | 11        | 5         |
| 유럽                      | 72        | 16        | 4         | 2         | 1         |
| 라틴 아메리카 및 카리브해 | 126       | 48        | 15        | 7         | 3         |
| 북아메리카                | 31        | 10        | 6         | 2         | 1         |
| 오세아니아                | 64        | 29        | 18        | 8         | 4         |
| 전 세계                   | 140       | 67        | 29        | 15        | 9         |

영아 사망률은 소득별로도 큰 차이가 있었다. 2015-2020년 기준 개발도상국의 영아 사망률은 32명으로, 같은 기간 선진국 4명보다 월등히 높았으며, 특히 개발도상국 중에서도 국민 소득 1000달러 미만 최빈국은 47명으로 월등히 높았다.
여기서 말하는 개발도상국은 아프리카, 호주 및 뉴질랜드를 제외한 오세아니아 국가들, 일본을 제외한 나머지 아시아/태평양 국가들을 말하며, 선진국은 북아메리카, 유럽, 호주 및 뉴질랜드, 일본을 일컫는다.
|                          | 1950-1955 | 1985-1990 | 2015-2020 | 2050-2055 | 2095-2100 |
| 선진국                   | 59        | 13        | 4         | 2         | 1         |
| 개발도상국               | 159       | 73        | 32        | 16        | 10        |
| 개발도상국 (최빈국)      | 197       | 114       | 47        | 21        | 12        |
| 개발도상국 (최빈국 제외) | 153       | 66        | 27        | 14        | 8         |
| 개발도상국 (중국 제외)   | 173       | 83        | 35        | 17        | 10        |
| 전 세계                  | 140       | 67        | 29        | 15        | 9         |

## 국가별 현황
|                      | 지역     | 영아 사망률 |
| 중앙 아프리카 공화국 | 아프리카 | 81          |
| 시에라리온           | 아프리카 | 80.9        |
| 나이지리아           | 아프리카 | 74.2        |
| 소말리아             | 아프리카 | 74          |
| 차드                 | 아프리카 | 69.1        |
| 레소토               | 아프리카 | 68.1        |
| 콩고 민주 공화국     | 아프리카 | 66.1        |
| 기니                 | 아프리카 | 63.8        |
| 남수단               | 아프리카 | 62.4        |
| 라이베리아           | 아프리카 | 62.2        |

|            | 지역   | 영아 사망률 |
| 산마리노   | 유럽   | 1.5         |
| 아이슬란드 | 유럽   | 1.6         |
| 슬로베니아 | 유럽   | 1.7         |
| 일본       | 아시아 | 1.8         |
| 키프로스   | 중동   | 1.8         |
| 에스토니아 | 유럽   | 1.9         |
| 핀란드     | 유럽   | 1.9         |
| 몬테네그로 | 유럽   | 2           |
| 노르웨이   | 유럽   | 2           |
| 싱가포르   | 아시아 | 2.1         |

## 같이 보기
- 주산기사망률
- 신생아사망률
- 유유아 사망률
- 사망률